# Club Cipolletti
El Club Cipolletti es una institución deportiva de Argentina. Fue fundado el 26 de octubre de 1926 en la ciudad de Cipolletti, provincia de Río Negro. Su principal actividad es el fútbol. Actualmente participa del Torneo Federal A, tercera división del fútbol argentino, para los clubes indirectamente afiliados a la AFA.
Por haber participado en seis Campeonatos Nacionales de Primera División se le dio el apodo de "Capataz de la Patagonia".

## Historia
En 1912 el club fue conocido por el nombre de Cipolletti Athletic Club. Desde sus inicios el club vistió los mismos colores que en la actualidad (negro y blanco). El 26 de octubre de 1926 se funda el Club Cipolletti siendo su primer presidente el Dr. Juan Bautista Lafourcade y en 1927 se crea el emblema del club.

### Participaciones en los Campeonatos Nacionales
Sus primeras participaciones a nivel nacional fueron en los Campeonatos Nacionales de Primera División, participando en los años 1973, 1975, 1977, 1979, 1980 y 1985.
Uno de los partidos más recordados fue en 1977 en el cual venció por 4 a 2 a Boca Juniors de Buenos Aires.

### Torneo Nacional B, Torneo Argentino A y Torneo Argentino B
En la Temporada 1986/87, participó en la segunda división del fútbol argentino, donde jugó hasta la Temporada 1990/91, en la cual perdió la categoría obteniendo el cuarto lugar en la tabla de posiciones y volviendo a su liga local la Liga Deportiva Confluencia. En la Temporada 1995/96 logró el ascenso al Torneo Argentino A, consiguiendo posteriormente el ascenso a la Primera B Nacional.
Participó en la Primera B Nacional desde la Temporada 1996/97 hasta la Temporada 2000/01, en ese año desciende al Torneo Argentino A. Luego juega desde la Temporada 2001/02 hasta la Temporada 2005/06 en la cual desciende al Torneo Argentino B, en esta categoría jugó la Temporada 2006/07 y se consagró campeón por lo cual ascendió al Torneo Argentino A, división en la que participa desde la Temporada 2007/08 hasta la actualidad siendo un histórico de la categoría.

## Rivalidades
Su clásico rival es el Club Social, Deportivo y Cultural San Martín, de su misma ciudad. Además posee en menor medida rivalidad con el Club Social y Deportivo General Roca, de la ciudad de General Roca, también de la provincia de Río Negro. Otros rivales históricos son el Club Atlético Huracán de Comodoro Rivadavia (cuya enconada rivalidad fue forjada en los viejos torneos regionales), el Club Atlético Independiente de la ciudad de Neuquén, a quien se ha enfrentado en el Torneo Federal A y en la Copa Argentinay el Club Olimpo de Bahía Blanca, a quien también se enfrentó en varias ocasiones en el Torneo Federal A y es llamado el Clásico del Sur.

## Presidentes

### Comisión directiva
| Comisión directiva 2017-2019 |
| |
| - Presidente: - Roberto Rappazzo Cesio - Vicepresidente 1°: - Matías Luis Guychaleo - Vicepresidente 2°: - Pedro Rodolfo Gutiérrez |
| |

| Comisión directiva 2017-2019 |
| |
| - Vocales Titulares: - Edgardo Albrieu - Tomás Mac Kenzie - Luciano Gerometta - Maximiliano De Los Santos - Gonzalo Romero - Santiago Caldiero - Federico Rappazzo Cesio - Nelson Garnero - Fernan Pereyra - Soledad Carreras - Mauricio Mac Kenzie - Gino Berardo |
| |

| Comisión directiva 2017-2019 |
| |
| - Vocales Suplentes: - Horacio Pierucci - Sebastián Caldiero - Walter Etchegaray - Luis Stefoni - Fernando Gentile - Marcelo Trobbiani - Gastón Romero - Nicolás Planas |
| |

## Instalaciones

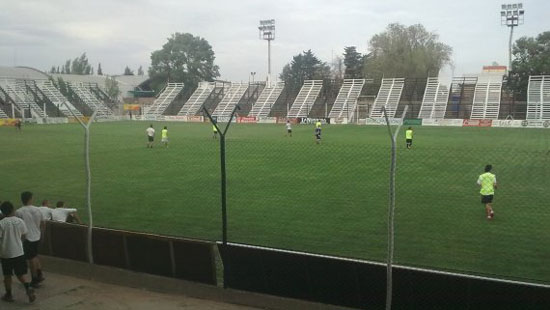
Frente de La Visera de Cemento.

### Estadio La Visera de Cemento
El estadio del Club Cipolletti es conocido como La Visera de Cemento, tiene capacidad para 15 000 personas y se encuentra ubicado en la misma sede del club, en la calle Mengelle 210 de la ciudad de Cipolletti. Actualmente el campo de juego es de césped natural. La Visera de Cemento es el estadio de fútbol con mayor capacidad de la provincia de Río Negro.

## Uniforme
- Uniforme Titular: Camiseta blanca con bandas negras verticales, pantalón negro y medias color negro.
- Uniforme Suplente: Camiseta gris con bandas negras verticales, pantalón negri y medias negras.
- Uniforme Alternativo: Camiseta verde, pantalón negras y medias negras.

### Indumentaria y Patrocinador
| Período       | Proveedor   |
| ------------- | ----------- |
| 1979-1982     | Adidas      |
| 1983-1986     | Zeus        |
| 1986-1988     | Sportlandia |
| 1988-1994     | Marka       |
| 1994-1995     | Puma        |
| 1995-1998     | Marka       |
| 1998-2000     | Diadora     |
| 2000          | Olan        |
| 2001-2002     | Mitre       |
| 2002-2003     | Marka       |
| 2003-2004     | Don Balón   |
| 2004-2005     | Ribb        |
| 2006-2007     | Sport 2000  |
| 2008-2010     | Nanque      |
| 2010-2018     | Kappa       |
| 2019-2020     | Sport Lyon  |
| 2021-2023     | 1926 (*)    |
| 2024-Presente | IFK Sports  |

| Período       | Patrocinador                                            |
| ------------- | ------------------------------------------------------- |
| 1977-1979     | Lotería del Sur                                         |
| 1980          | Datsun Rosello                                          |
| 1981-1982     | Flor del Prado                                          |
| 1983-1984     | Vino Toro                                               |
| 1985-1986     | Lotería del Sur                                         |
| 1986-1987     | Scania Bertone                                          |
| 1987-1989     | Lotería del Sur                                         |
| 1989-1991     | Miluz                                                   |
| 1991-1992     | Sport 30                                                |
| 1992-1995     | Tatedetuti                                              |
| 1995-1996     | Tres Ases                                               |
| 1996-1998     | Carta Automática                                        |
| 1998-1999     | Diadora                                                 |
| 1999-2000     | Ticket Proms                                            |
| 2001          | Mitre                                                   |
| 2001          | Calzados 10 Puntos                                      |
| 2001-2002     | Gaseosa Interlagos                                      |
| 2002-2004     | Goldjuice                                               |
| 2004-2006     | Diario Río Negro                                        |
| 2007-2010     | OPS                                                     |
| 2010-2012     | Vía Bariloche                                           |
| 2012-2014     | Vía Bariloche/Diario Río Negro/TSB                      |
| 2014          | OPS                                                     |
| 2015-2017     | Vía Bariloche/TSB                                       |
| 2017-2018     | Vía Bariloche/TSB/Mirasal                               |
| 2019          | TSB/Vía Bariloche/Mirasal/Horizonte Seguros/Clusterciar |
| 2019-2021     | Vía Bariloche/TSB/Clusterciar                           |
| 2022-2023     | Vía Bariloche/TSB/NRG                                   |
| 2024-Presente | NRG                                                     |

- (*) 1926 es una marca propia del club, pero es manufacturada por la empresa Mary Sport.

## Jugadores

### Plantel 2023
- Los equipos argentinos están limitados a tener un cupo máximo de seis jugadores extranjeros, aunque solo cinco podrán firmar la planilla del partido

### Mercado de pases

#### Altas 2023
| Verano                 |                  |                                     |                  |  |  |  |
| Christian Lovrincevich | Director técnico | Banfield                            | Libre.           |  |  |  |
| Rafael Ferrario        | Arquero          | Huracán                             | Préstamo.        |  |  |  |
| Lautaro Brienzo        | Defensor         | Crucero del Norte                   | Libre.           |  |  |  |
| Ezequiel Carmona       | Defensor         | Independiente de Neuquén            | Libre.           |  |  |  |
| Elvis Hernández        | Defensor         | 9 de Julio de Rafaela               | Fin de préstamo. |  |  |  |
| Damián Jara            | Defensor         | Sansinena de General Cerri          | Fin de préstamo. |  |  |  |
| Agustín Orellana       | Defensor         | Maronese de Neuquén                 | Fin de préstamo. |  |  |  |
| Ezequiel Rodríguez     | Defensor         | Temperley                           | Libre.           |  |  |  |
| Alejo Tabares          | Defensor         | La Amistad de Cipolletti            | Fin de préstamo. |  |  |  |
| Leandro Wagner         | Defensor         | Sansinena de General Cerri          | Libre.           |  |  |  |
| Diego Aguirre          | Volante          | Central Córdoba de Rosario          | Fin de préstamo. |  |  |  |
| Maximiliano Amarfil    | Volante          | Centenario de Neuquén               | Fin de préstamo. |  |  |  |
| Laureano Doello        | Volante          | Juventud de Gualeguaychú            | Libre.           |  |  |  |
| Guillermo Funes        | Volante          | Atlético de Rafaela                 | Libre.           |  |  |  |
| Nicolás Iachetti       | Volante          | Jorge Newbery de Comodoro Rivadavia | Fin de préstamo. |  |  |  |
| Ulises Ojeda           | Volante          | Estudiantes de San Luis             | Libre.           |  |  |  |
| Tomás Páez             | Volante          | Independiente de Neuquén            | Fin de préstamo. |  |  |  |
| Mauricio Quilodrán     | Volante          | Centenario de Neuquén               | Fin de préstamo. |  |  |  |
| Franz Schultz          | Volante          | Santiago Wanderers                  | Libre.           |  |  |  |
| Favio Cabral           | Delantero        | Talleres de Córdoba                 | Préstamo.        |  |  |  |
| Luis Dezi              | Delantero        | Colón de Chivilcoy                  | Libre.           |  |  |  |
| Alex Díaz              | Delantero        | Sol de Mayo de Viedma               | Libre.           |  |  |  |
| Santiago Jara          | Delantero        | Centenario de Neuquén               | Fin de préstamo. |  |  |  |
| Carin Najul            | Delantero        | Huracán de Comodoro Rivadavia       | Fin de préstamo. |  |  |  |
| Ángel Prudencio        | Delantero        | Universitario de Sucre              | Libre.           |  |  |  |
|                        |                  |                                     |                  |  |  |  |
| Invierno               |                  |                                     |                  |  |  |  |
| -                      |                  | -                                   |                  |  |  |  |

#### Bajas 2023
| Verano               |                  |                               |                  |  |  |  |
| Bruno Gorer          | Director técnico | -                             | Fin de contrato. |  |  |  |
| Luciano Molini       | Arquero          | Villa Mitre de Bahía Blanca   | Fin de contrato. |  |  |  |
| Brian Berlo          | Defensor         | Santamarina de Tandil         | Fin de contrato. |  |  |  |
| Boris Magnago        | Defensor         | Deportivo Madryn              | Fin de contrato. |  |  |  |
| Gastón Roselló       | Defensor         | Cerrito                       | Fin de contrato. |  |  |  |
| Juan Ignacio Andrade | Volante          | -                             | Fin de contrato. |  |  |  |
| Ezequiel Ávila       | Volante          | Douglas Haig de Pergamino     | Fin de contrato. |  |  |  |
| Maximiliano Carrasco | Volante          | -                             | Fin de contrato. |  |  |  |
| Brian Meza           | Volante          | Douglas Haig de Pergamino     | Fin de contrato. |  |  |  |
| Matías Sosa          | Volante          | -                             | Fin de contrato. |  |  |  |
| Diego Bielkiewicz    | Delantero        | Provincial Osorno             | Fin de contrato. |  |  |  |
| Lucas Chacana        | Delantero        | Defensores de Villa Ramallo   | Fin de contrato. |  |  |  |
| Enzo Romero          | Delantero        | -                             | Fin de contrato. |  |  |  |
| Cristian Taborda     | Delantero        | Círculo Deportivo de Otamendi | Fin de contrato. |  |  |  |
|                      |                  |                               |                  |  |  |  |
| Invierno             |                  |                               |                  |  |  |  |
| -                    |                  | -                             |                  |  |  |  |

## Palmarés

### Torneos Nacionales
- Campeón Torneo Argentino B 2006/07 (1).

#### Otros logros
- Clasificación al Torneo de Primera División (6): 1973, 1975, 1977, 1979, 1980, 1985.[5]

### Torneos de Liga
- Liga Deportiva Confluencia (28): Oficial 1975, Petit 1975, Petit 1976, Petit 1977, Oficial 1978, Oficial 1979, Petit 1979, Oficial 1980, Oficial 1983, Oficial 1984, Apertura 1985, Oficial 1985, Oficial 1991, Octogonal 1991, Apertura 1992, Clausura 1992, Petit 1993, Oficial 1994, Clausura 1998, Oficial 2001, Apertura 2003, Apertura 2004, Clausura 2004, Oficial 2005, Oficial 2006, Apertura 2012, Clausura 2014, Apertura 2018.

## Datos del club
Temporadas en cada una de las distintas categorías del fútbol argentino:
- Campeonato Nacional: 6
- Primera B Nacional: 10
- Torneo Argentino A: 20
- Torneo Argentino B: 1

## Otras actividades
Además del fútbol otras de las actividades del club son: Baloncesto, Buceo, Gym con aparatos, Natación, Pelota paleta, Tenis, Voleibol, Hockey, Rugby. También el club cuenta con su propio museo.